# الغلثاء (وشحة)

تعديل مصدري - تعديل

الغلثاء هي إحدى قرى عزلة بني رزق بمديرية وشحة التابعة لمحافظة حجة، بلغ تعداد سكانها 43 نسمة حسب تعداد اليمن لعام 2004.